# Fonio
Fonio je naziv za kultivirane žitarice iz roda Digitaria. One su značajne u nekim dijelovima zapadne Afrike, a jedna vrsta raste u Indiji. Zrna su vrlo mala.

## Vrste
Bijeli fonio, koji se naziva i "gladna riža" je najvažnija od različitih skupina divljih i udomaćenih vrsta fonija, koje se beru u savanama zapadne Afrike. Fonio ima najsitnije sjeme od prosolikih žitarica. Ima potencijal za poboljšanje prehrane u zapadnoj Africi, povećanje sigurnosti hrane, ruralnoga razvoja te podržava održivo korištenje tla.
Jedna je od najbrže rastućih svjetskih žitarica, jer dosegne zrelost u samo šest do osam tjedana. To je poljoprivredna kultura, koja se može rabiti u polusušnim područjima sa siromašnim tlima, gdje su kiše su kratke i nepouzdane. Zrnca su koriste za dobivanje kaše, kuskusa, kruha i piva. Loša strana bijelog fonija je, što se lupina teško odvaja od zrna.
Crni fonio (lat. Digitaria iburua) je sličan usjev, koji se uzgaja u državama kao što su: Nigerija, Niger, Togo i Benin.
Raishan (lat. D. cruciata var. Esculenta) je slabije poznata žitarica, koja raste samo u području Khasi Hills sjeveroistočne Indije. Od ljepljivoga brašna radi se kruh ili kaša.